# Pinturas atribuidas a Caravaggio
La popularidad de Caravaggio ocasionó que, al morir, muchas obras apócrifas se hiciesen pasar como trabajos suyos. Esto ha venido sucediendo a menudo con el paso del tiempo, pero los estudiosos del italiano no suelen darlas por auténticas. También es difícil distinguir obras hechas por Caravaggio de copias realizadas a la posteridad, lo que ha causado que muchos coleccionistas no se fíen de las obras de Caravaggio, algunas veces por considerarlas copias o reproducciones.

## Obras

### El dentista

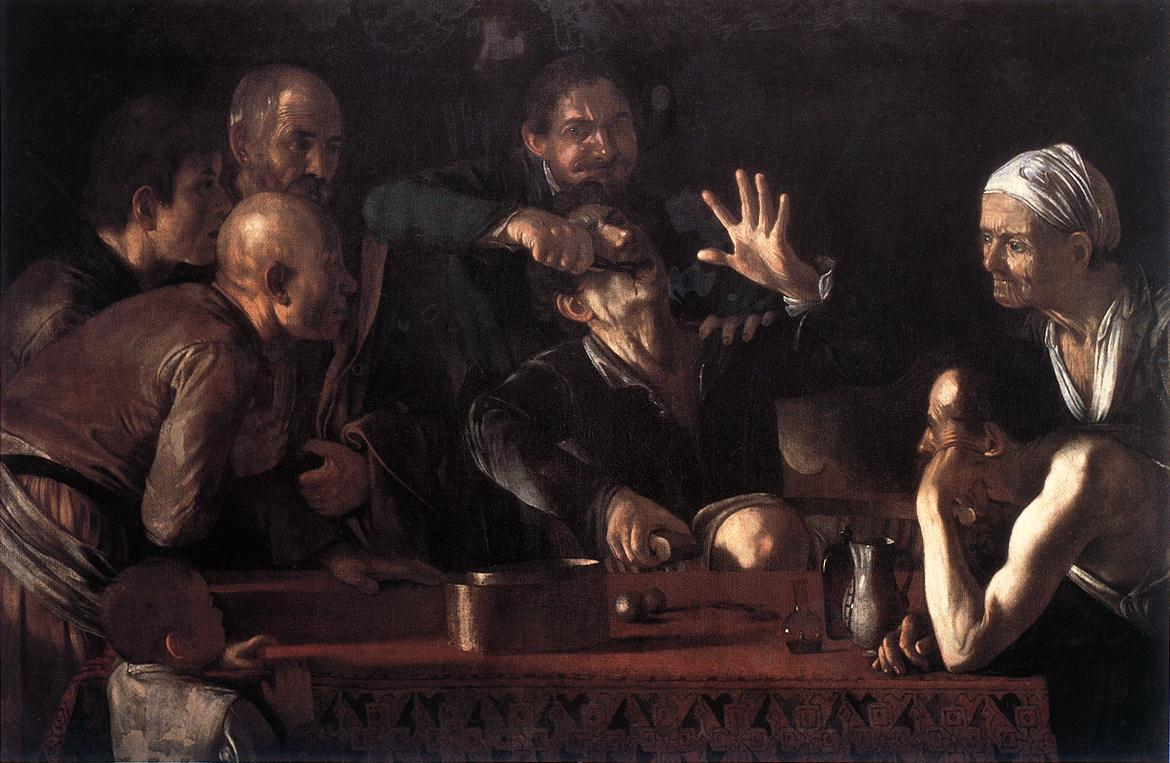
El dentista, pintura apócrifa atribuida a Caravaggio.

La primera vez que se discutió sobre la autenticidad de la obra en cuestión fue en 1992 y Gash lo plantea nuevamente en 1998. Uno de los argumentos dados a su favor se basa en la forma de las figuras, típicas de Caravaggio. Otro es que los «Caravaggistas» escribieron mucho sobre este cuadro, habiendo entonces gran variedad de citas sobre la obra. Además, el estilo es típico de la etapa de Caravaggio en Malta (1607-1609). Pero en el lado opuesto, nunca se ha mencionado en el catálogo de pinturas de género de Caravaggio, de las cuales muy pocas sobreviven a nuestros días. Bellori nunca la menciona en su obra (1672), que versa sobre las pinturas de Caravaggio. Así pues, nunca se ha declarado oficialmente su autenticidad.

### Juan Bautista(Öffentliche Kunstsammlung,Basilea)

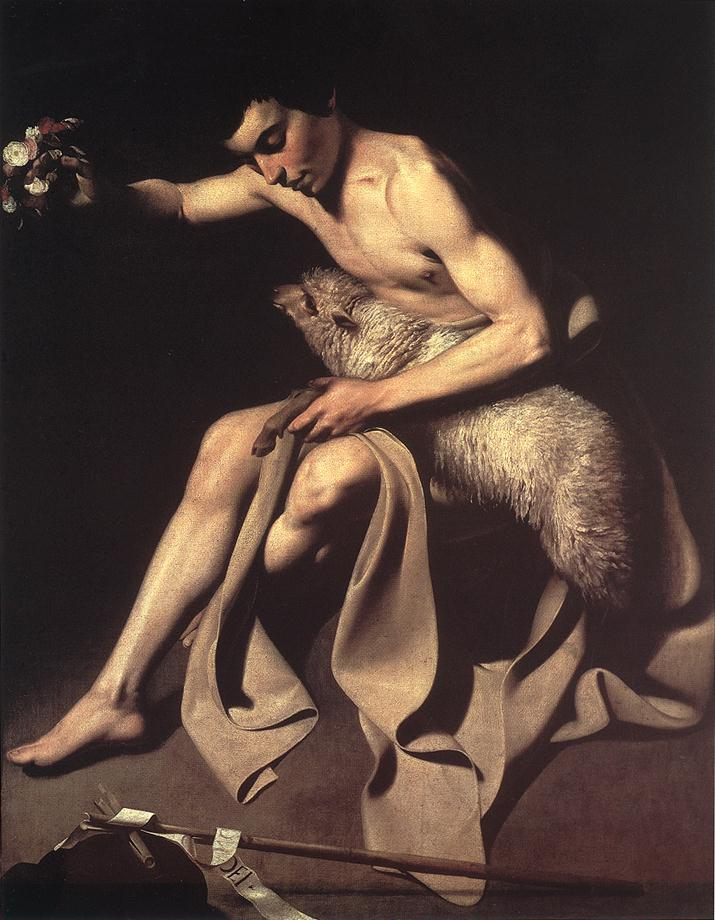
Juan Bautista, Basilea.

A pesar de tener muchas marcas de estilo propias de Caravaggio —las sombras, el Bautista es aislado del resto de la composición—, no es aceptada como verdadera. Las rosas y el cordero que rodean a Juan representan su sacrificio, muy habitual en el italiano. Sin embargo, el acercamiento a la iconografía protestante hace que el Bautista de Basilea, no se tome por auténtico.

### Naturaleza muerta con flores y frutos
En sus primeras obras, Caravaggio era definido como «pintor de flores y frutos», y en esta obra se aprecian ciertos rasgos propios de la primera etapa del italiano. Su parecido con Niño con un cesto de frutas es innegable, pero varios estudiosos se niegan a catalogarla como auténtica. Se conserva en el Wadsworth Athenaeum, Hartford, Estados Unidos de América.